# Clan Gerlein

El Clan Gerlein o Los Gerlein se refiere a una familia de políticos, reinas de belleza y empresarios de Colombia. Fue uno de los clanes clientelistas más antiguos del Caribe colombiano. Su influencia se acabó tras el escándalo de corrupción electoral de Aida Merlano donde los señalan de financiar la compra de votos en Colombia y tras la muerte de Roberto Gerlein en 2021.
La familia Gerlein ha sido una de las casas políticas más influyentes del Atlántico, tenían fuerte presencia en el Congreso de la República de Colombia por más de cuatro décadas, representada por el exsenador y exgobernador Roberto Gerlein, fallecido en 2021.Su influencia combinó política tradicional, una poderosa red de contratistas y negocios familiares que financiaban campañas políticas. Fueron fundadores de la zona franca de Barranquilla.
El clan tiene bastantes polémicas por corrupción, entre ellos, están involucrados en el caso de compra de votos en el caribe colombiano con la ya condenada Aída Merlano. Fueron salpicados ya que Merlano consiguió el apoyo del megacontratista Julio Gerlein, y el apoyo del clan Char, para dar el salto al Senado.
Según el medio noticioso colombiano La Silla Vacía, esta familia o clan político electoral es reconocido en Barranquilla y en Colombia por haber sido pionero en generar votos a partir de transacciones económicas con los ciudadanos a los que les entregaban tejas, ladrillos y cemento, el modelo llamado TLC (Tejas, Ladrillos y Cemento).